# Melicerita (Henrimilnella) articulata
Melicerita (Henrimilnella) articulata is een mosdiertjessoort uit de familie van de Cellariidae. De wetenschappelijke naam van de soort is voor het eerst geldig gepubliceerd in 1999 door d'Hondt & Gordon.